# جمهورية بياك نا باتو
جمهورية بياك-نا-باتو (بالإنجليزية: Republic of Biak-na-Bato)‏ ((بالتاغالوغية: Repúbliká ng̃  Biak-na-Bató)‏، (بالإسبانية: República de Biac-na-Bató)‏، والتي يشار إليه رسميا في دستورها باسم جمهورية الفلبين ((بالتاغالوغية: Repúbliká ng̃ Filipinas)‏, (بالإسبانية: República de Filipinas)‏)، كانت أول جمهورية تقام في الفلبين والتي أعلن عنها الزعيم الثوري إميليو أغينالدو وزملائه الثوار. وعلى الرغم من نجاحاته، التي أثمرت عن إنشاء أول دستور للفلبين، الا ان الجمهورية لم تستمر أكثر من شهر. وقد أنحلت نتيجة لمعاهدة السلام التي وقعتها إميليو أغوينالدو وفرناندو بريمو دي ريفيرا الحاكم العام لجزر الهند الشرقية الإسبانية، وتضمنت المعاهدة على نفي إميليو أغوينالدو وزميلة الرئيسي إلى هونغ كونغ.

## التاريخ

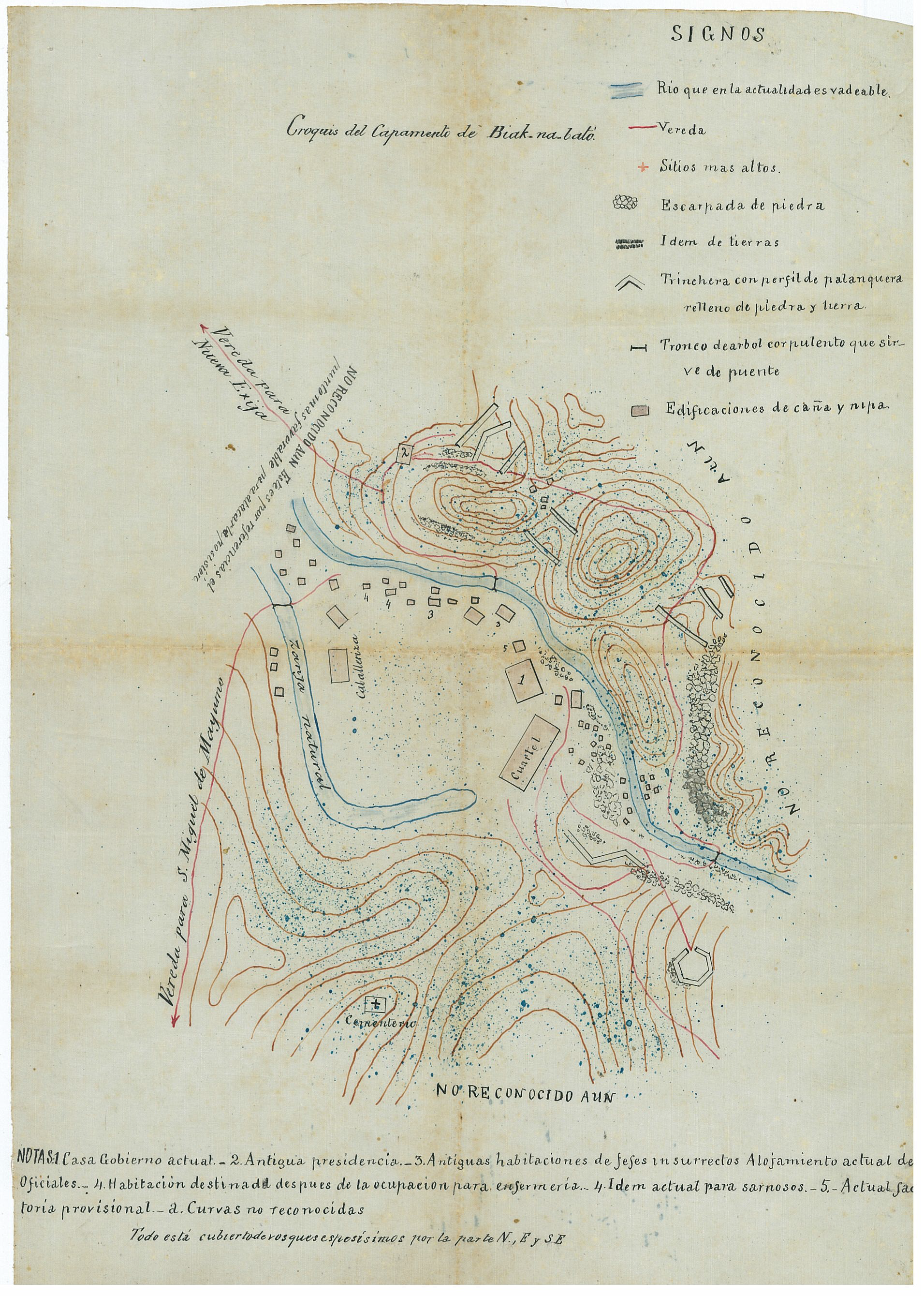
A hand-drawn Spanish military map of Gen. Emilio Aguinaldo's headquarters at Biak-na-bato (ca. 1897)